# Freestyle skiløb under vinter-OL 2018
Freestyle skiløb ved vinter-OL 2018 bliver afholdt i Bokwang Phoenix Park i Pyeongchang, Sydkorea. Konkurrencerne afholdes i perioden 9. – 23. februar 2018. Der er i alt 10 discipliner. 

## Konkurrenceprogram
Der er lagt følgende konkurrenceprogram for de 10 konkurrencer. 
Alle tider er Koreatid (UTC+9).
| Dato        | Tid   | Konkurrence                         |
| ----------- | ----- | ----------------------------------- |
| 9. februar  | 10:00 | Pukkelpist Damer - Kvalifikation    |
| 9. februar  | 11:45 | Pukkelpist Herrer - Kvalifikation   |
| 11. februar | 19:30 | Pukkelpist Damer - Kvalifikation    |
| 11. februar | 21:00 | Pukkelpist Damer - Finale           |
| 12. februar | 19:30 | Pukkelpist Herrer - Kvalifikation   |
| 12. februar | 21:00 | Pukkelpist Herrer - Finale          |
| 15. februar | 20:00 | Aerials – Damer – Kvalifikation     |
| 16. februar | 20:00 | Aerials – Damer – Finale            |
| 17. februar | 10:00 | Slopestyle – Damer – Kvalifikation  |
| 17. februar | 13:00 | Slopestyle – Damer – Finale         |
| 17. februar | 20:00 | Aerials – Herrer – Kvalifikation    |
| 18. februar | 10:00 | Slopestyle – Herrer – Kvalifikation |
| 18. februar | 13:15 | Slopestyle – Herrer – Finale        |
| 18. februar | 20:00 | Aerials – Herrer – Finale           |
| 19. februar | 10:00 | Halfpipe – Damer – Kvalifikation    |
| 20. februar | 10:30 | Halfpipe – Damer – Finale           |
| 20. februar | 13:00 | Halfpipe – Herrer – Kvalifikation   |
| 21. februar | 11:30 | Skicross – Herrer                   |
| 22. februar | 11:30 | Halfpipe – Herrer – Finale          |
| 23. februar | 11:30 | Skicross – Damer                    |

## Medaljer
| Event             | Guld                          | Sølv                             | Bronze                                        |
| ----------------- | ----------------------------- | -------------------------------- | --------------------------------------------- |
| Pukkelpist Herrer | Canada · Mikaël Kingsbury     | Australien · Matt Graham         | Japan · Daichi Hara                           |
| Pukkelpist Damer  | Frankrig · Perrine Laffont    | Canada · Justine Dufour-Lapointe | Kasakhstan · Yuliya Galysheva                 |
| Aerials Herrer    | Ukraine · Oleksandr Abramenko | Kina · Jia Zongyang              | Olympiske atleter fra Rusland · Ilya Burov    |
| Aerials Damer     | Hviderusland · Hanna Huskova  | Kina · Zhang Xin                 | Kina · Kong Fanyu                             |
| Slopestyle Herrer | Norge · Øystein Bråten        | USA · Nick Goepper               | Canada · Alex Beaulieu-Marchand               |
| Slopestyle Damer  | Schweiz · Sarah Höfflin       | Schweiz · Mathilde Gremaud       | Storbritannien · Isabel Atkin                 |
| Halfpipe Herrer   | USA · David Wise              | USA · Alex Ferreira              | New Zealand · Nico Porteous                   |
| Halfpipe Damer    | Canada · Cassie Sharpe        | Frankrig · Marie Martinod        | USA · Brita Sigourney                         |
| Skicross Herrer   | Canada · Brady Leman          | Schweiz · Marc Bischofberger     | Olympiske atleter fra Rusland · Sergey Ridzik |
| Skicross Damer    | Canada · Kelsey Serwa         | Canada · Brittany Phelan         | Schweiz · Fanny Smith                         |

### Medaljeoversigt
| Freestyle skiløb | Nation                        | Guld | Sølv | Bronze | Total |
| 1                | Canada                        | 4    | 2    | 1      | 7     |
| 2                | Schweiz                       | 1    | 2    | 1      | 4     |
| 2                | USA                           | 1    | 2    | 1      | 4     |
| 4                | Frankrig                      | 1    | 1    | 0      | 2     |
| 5                | Hviderusland                  | 1    | 0    | 0      | 1     |
| 5                | Norge                         | 1    | 0    | 0      | 1     |
| 5                | Ukraine                       | 1    | 0    | 0      | 1     |
| 8                | Kina                          | 0    | 2    | 1      | 3     |
| 9                | Australien                    | 0    | 1    | 0      | 1     |
| 10               | Olympiske atleter fra Rusland | 0    | 0    | 2      | 2     |
| 11               | Storbritannien                | 0    | 0    | 1      | 1     |
| 11               | Japan                         | 0    | 0    | 1      | 1     |
| 11               | Kasakhstan                    | 0    | 0    | 1      | 1     |
| 11               | New Zealand                   | 0    | 0    | 1      | 1     |
| Totalt           | Totalt                        | 10   | 10   | 10     | 30    |